# Актопан (Веракрус)
Актопа́н (исп. Actopan) — город в Мексике, входит в штат Веракрус. Административный центр одноимённого муниципалитета.